# قرص الطين
قرص الطين أو القرص الطيني أو قرص طين وقود حيوي عبارة عن قرص يصنع في فصل الصيف من الطين ونفاش البردي والتبن ويعجن جيدًا ويصب ويكون قطره من 50-100 سم وسمكه من 5-15 سم ويجفف جيدًا، ويُخزّن يستعمل في فصل الشتاء بشكل كبير والفصول الأخرى، وعادة يكون استخدامه كوقود لتحضير وجبة الإفطار لغلي حليب الجاموس، المشروب المفضل لدى سكان جنوب العراق في الأرياف وأهل الأهوار على وجه الخصوص.